# جون إيدن
جون إيدن (بالإنجليزية: John Eden)‏ هو منافس ألعاب قوى نيوزلندي، ولد في 27 أكتوبر 1955 في ويلينغتون في نيوزيلندا.

## روابط خارجية
- جون إيدن على موقع النتائج التاريخية لألعاب القوى الأسترالية (الإنجليزية)
- جون إيدن على موقع Paralympic.org (الإنجليزية)
- جون إيدن على موقع Paralympic.org (الإنجليزية)
- جون إيدن على موقع اللجنة البارالمبية النيوزيلندية (الإنجليزية)